# Misso
Misso (tyska: Illingen) är en småköping (estniska: alevik) som utgör centralort i Misso kommun i landskapet Võrumaa i sydöstra Estland. Orten ligger vid sjön Pulli järv och vid Riksväg 7 (E77) mellan Lettland och Ryssland och är landets sydligaste tätbebyggda ort.
I kyrkligt hänseende hör orten till Vastseliina församling inom den Estniska evangelisk-lutherska kyrkan.

## Galleri

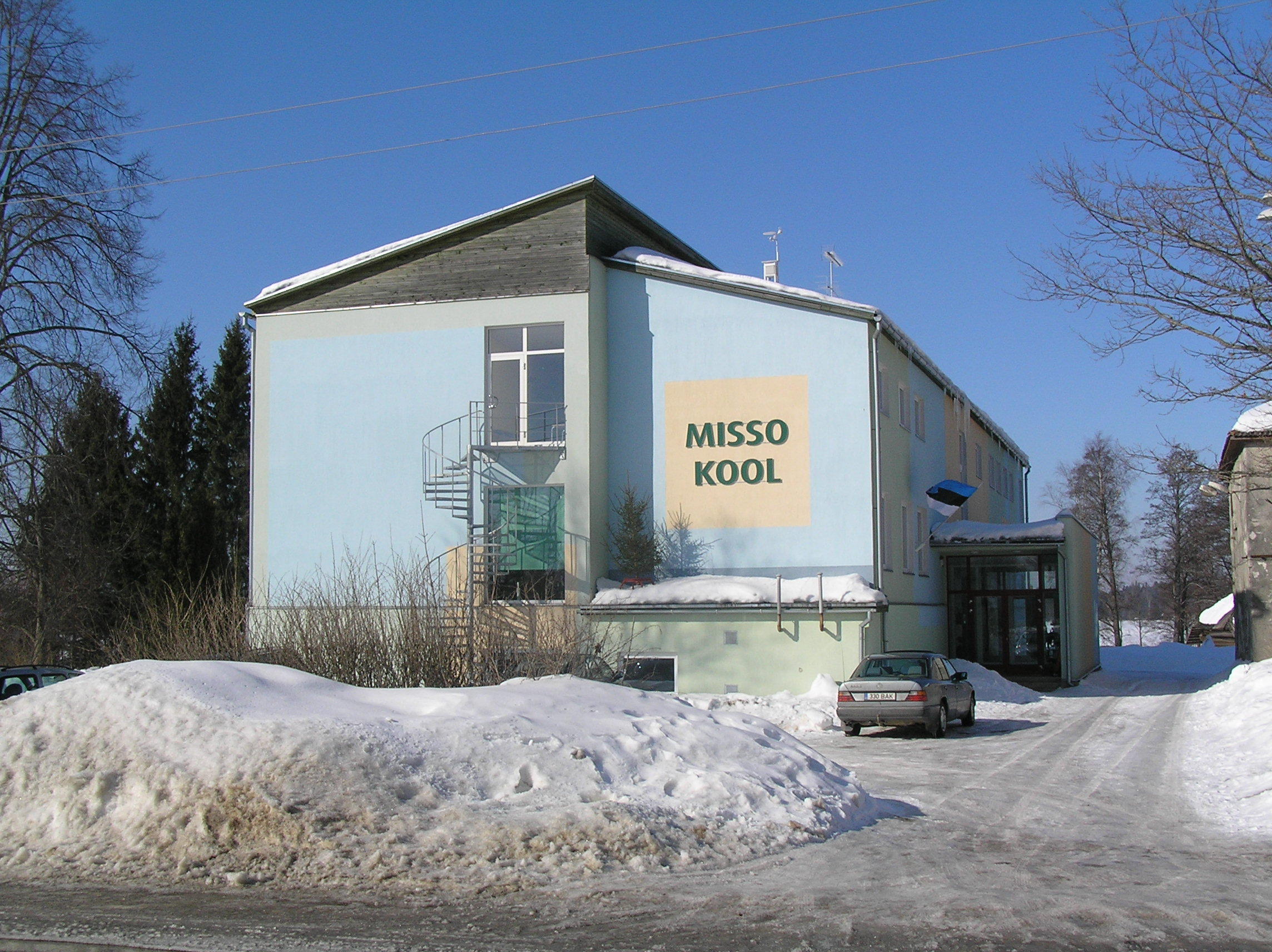
Misso skola.
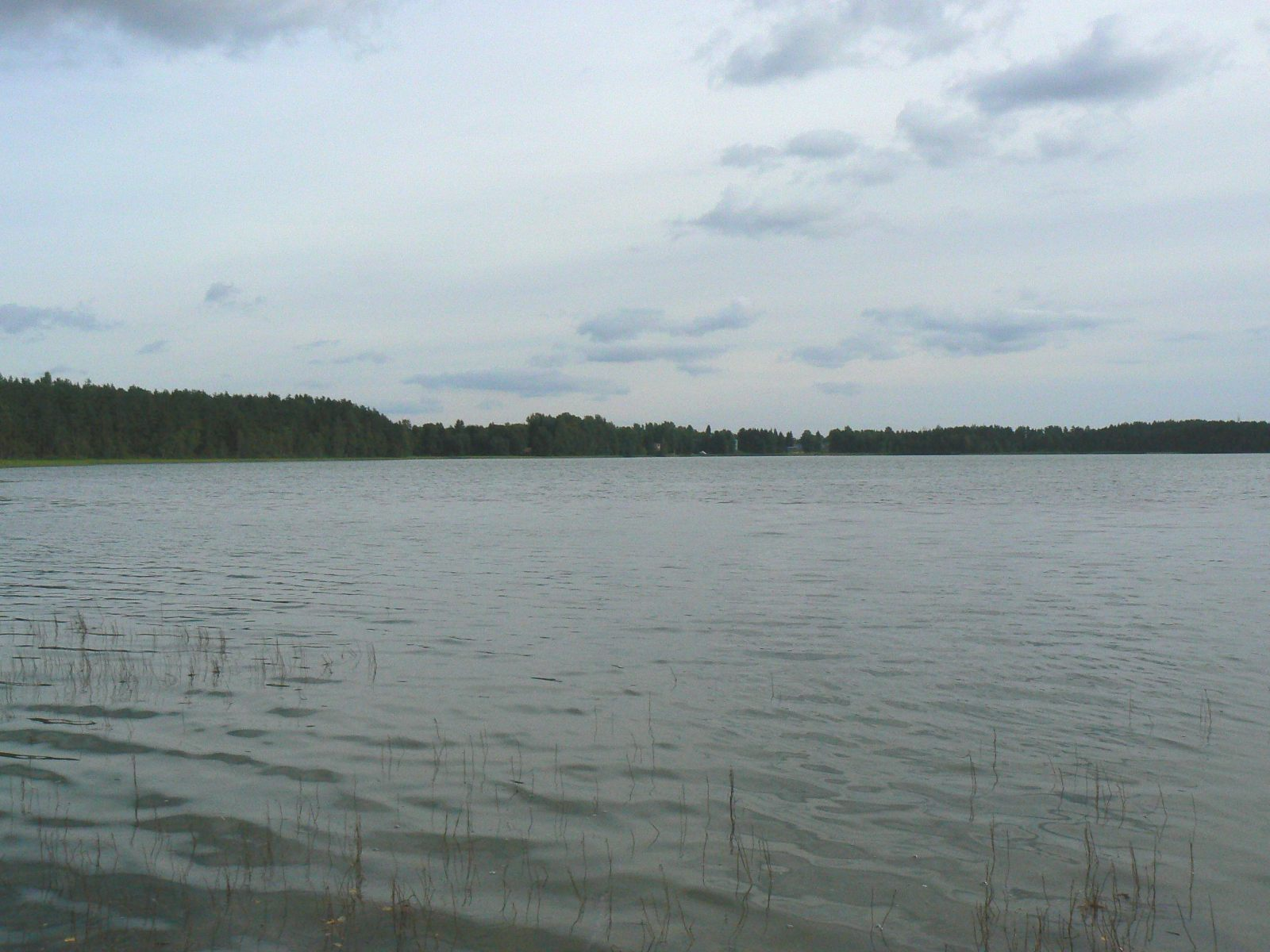
Sjön Pulli järv.